# Дикси (сеть магазинов)
«Ди́кси» — российская компания, владеющая крупной продовольственной розничной сетью. Штаб-квартира располагается в Москве.
С 2021 года входит в группу компаний «Магнит». На 2023 год сеть имеет более 2 200 магазинов формата «у дома».

## История
Компания «Юнилэнд» (прежнее наименование группы компаний «Дикси») образована в 1993 году. У истоков компании, которая, в основном, занималась оптовой торговлей, стоял российский предприниматель Олег Леонов. Первый розничный магазин сети был открыт в Москве в 1999 году.
В 2004 году компания продала 30 % дополнительной эмиссии акций портфельным инвесторам — фондам Citicorp International Finance Corporation, Cube Private Equity, Van Riet Capital и др. за сумму около 60 млн $. 18 мая 2007 года «Дикси Групп» провела IPO (Initial Public Offering) на российских площадках — РТС и ММВБ. В ходе размещения инвесторам было предложено 10 млн акций дополнительной эмиссии и 15 млн акций текущих акционеров. В целом было выставлено на продажу 41,67 % увеличенного уставного капитала компании. Цена предложения — 14,40 $ за акцию, это соответствует нижней границе ценового диапазона. Общий объём привлечённых средств — 359 млн $. Андеррайтерами выступали «Ренессанс Капитал», Инвестиционный банк «Траст» и Deutsche Bank. Книга заявок была переподписана в 1,39 раза.
В начале 2008 года Олег Леонов продал свою долю в компании (контрольный пакет) за сумму порядка 600 млн $ холдингу «Меркурий», крупнейшему российскому дистрибьютору сигарет.
В конце декабря 2008 года «Дикси» вошла в список компаний, которые получили государственную поддержку в период «кризиса».
В мае 2011 года начат ребрендинг компании. Лицом новых рекламных роликов стал Павел Кабанов, известный как Клара Захаровна.
В 2018 году компания провела делистинг акций. Московская биржа исключила акции «Дикси» из раздела «Первый уровень» Списка ценных бумаг, в связи с получением соответствующего заявления, а также прекратила торги указанными ценными бумагами с 28 июня 2018 года.
С февраля 2021 года на Украине введены санкции против «Дикси» сроком на 3 года.

### Слияния и поглощения
В начале февраля 2011 года стало известно о том, что акционеры «Дикси» договорились с владельцами сети магазинов «Виктория» о покупке последней. Как ожидается, «Дикси» заплатит около 20 млрд руб. (без учёта долга «Виктории»). В итоге сделки группа «Меркурий» (основной владелец «Дикси») получит 50 % плюс 1 акция в объединённой компании, а нынешние владельцы «Виктории» — чуть меньше 15 %. По оценкам аналитиков, в результате объединения должен был появиться ретейлер, который займёт третье (пятое с учётом иностранных сетей) место в России по размеру выручки. Сделка была закрыта в середине июля 2011 года.
В мае 2011 года было дополнительно объявлено о том, что дискаунтеры «Квартал», «Дёшево» и «Семейная копилка», принадлежавшие «Виктории», будут переименованы в магазины «Дикси» (за исключением Калининградской области), а супермаркеты под маркой «Виктория» (19 магазинов) сохранят вывеску.
В январе 2019 года стало известно о продаже части торговой сети «Виктория» в Москве и Московской области. На часть магазинов претендует X5 Retail Group. Калининградские магазины торговой сети «Виктория» остаются в Группе компаний из-за сложной логистики. Всего в сети в Москве, Подмосковье и Калининградской области на начало 2019 года насчитывается 129 супермаркетов, в том числе в Московском регионе — 50.
Также в январе 2019 года сообщено об объединении компаний «Дикси», «Бристоль» и «Красное и Белое» в единый розничный бизнес. В апреле 2019 года Федеральная антимонопольная служба одобрила слияние трёх компаний. Незадолго до этого компания «Дикси» внедрила в свою деятельность антимонопольный комплаенс для профилактики нарушений антимонопольного законодательства.
4 июня 2019 года «Дикси» перевела взаимодействие с поставщиками на блокчейн-платформу «Факторин».
18 мая 2021 года сеть магазинов «Магнит» заявила о предстоящей покупке контрольного пакета акций и всех магазинов «Дикси» в Москве, Санкт-Петербурге и других регионах. 22 июля 2021 года ПАО «Магнит» завершил покупку розничной сети «ДИКСИ», под управлением которой находится 2 477 магазинов в России. Цена сделки на момент закрытия составила 87,6 млрд руб. Бренд был сохранен, а бизнес продолжил работать как отдельное юридическое лицо.
В ряде городов в 2022 году начался ребрендинг магазинов «Дикси» в «Магнит».

## Транспортировка[22][23][24]
Сеть магазинов «Дикси», в основном, закупает грузовые автомобили итальянского производства: крупнотоннажные Iveco Stralis, среднетоннажные Iveco EuroCargo и малотоннажные Iveco Daily.

## Собственники и руководство
100 % акций DIXY Holding Limited (Кипр) принадлежат АО «Тандер».
Главный исполнительный директор — Юрий Семенов.

## Деятельность
По состоянию на 16 января 2023 года Группа управляла 2 650 магазинами, включая 2 209 дискаунтеров «Дикси» и 441 франчайзи «Первым делом».
География деятельности Группы распространяется на три федеральных округа России — Центральный, Северо-Западный (дискаунтеры «Дикси») и Дальневосточный (франчайзи «Первым делом»).
Численность персонала компании на январь 2023 года — около 26 тыс. человек.
В июне 2025 года сеть магазинов «Дикси» открыла 70 точек ультрамалого формата «Дикси Go!».

## Частные торговые марки
- «Первым делом»

В 2017 году выручка ретейлера составила 282,8 млрд руб., сократившись на 9 % по сравнению с 2016 годом. Компания потеряла 6 млрд руб., убыток связан с амортизацией нематериальных активов, образовавшихся при покупке сети «Виктория» в 2011 году.